# Абд аль-Куддус, Ихсан
Ихса́н Абд аль-Кудду́с (араб. إحسان عبد القدوس‎, ʼIḥsān ʻAbd al-Quddūs; 1919—1990) —  египетский писатель, журналист и редактор.

## Биография
Родился 1 января 1919 года в мусульманской семье турецко-египетского происхождения. Его отец Мохаммед Абд аль-Куддус — актёр театра и кино — хотел, чтобы сын стал юристом. В 1942 году тот окончил юридический факультет Каирского университета, а затем работал адвокатом.
С 1944 года стал писать киносценарии, рассказы и романы. Со временем решив сосредоточиться на карьере литератора, оставил адвокатскую практику. Вскоре стал ведущим журналистом газеты «аль-Ахбар», которую затем возглавлял  в 1971—1975гг. В 1975—1976 главный редактор газеты «аль-Ахрам». До 1960 владелец, а с 1960 главный редактор общественно-политического еженедельника «Роз аль-Юсеф», основанного его матерью Фатимой аль-Юсеф — киноактрисой, известной под именем Роза. Он часто критиковал важных персон, в том числе президентов, и за свою журналистскую карьеру был трижды арестован.
Умер в Каире 12 января 1990 года от последствий инсульта.

## Творчество
Абд аль-Куддус написал более 60 романов и сборников рассказов. 49 из его романов было экранизировано, по десяти сняты многосерийные фильмы. Киноверсии трёх его произведений — «Мужчина в нашем доме» (1961), «Чёрные очки» (1963), «Честь моей жены» (1967) — с разным успехом шли в советском прокате.
Был склонен к мелодраматизму и любовно-сексуальной тематике, некоторые сюжеты заимствованы им у западно-европейских писателей.
Некоторые его рассказы были переведены на русский язык и включены в сборники произведений египетских писателей:
- Купальник для дочери мастера Махмуда, в сб. «Живи, Египет!», М., 1973.
- Украли автобус, в сб. «Карьера доктора Фануса», М., 1977
- Последняя ошибка, в сб. «Карьера доктора Фануса», М., 1977

## Премии и награды
- Был удостоен президентом Насером Ордена Заслуг.
- Первую литературную премию получил в 1973 году за роман «Моя кровь, мои слёзы, моя улыбка»
- В 1975 году получил приз «Лучший сценарий» за роман «Пуля всё ещё в моём кармане» (фильм 1974 года также шёл в советском прокате[5])
- В 1990 году посмертно был удостоен ордена Республики